# Szív szútra

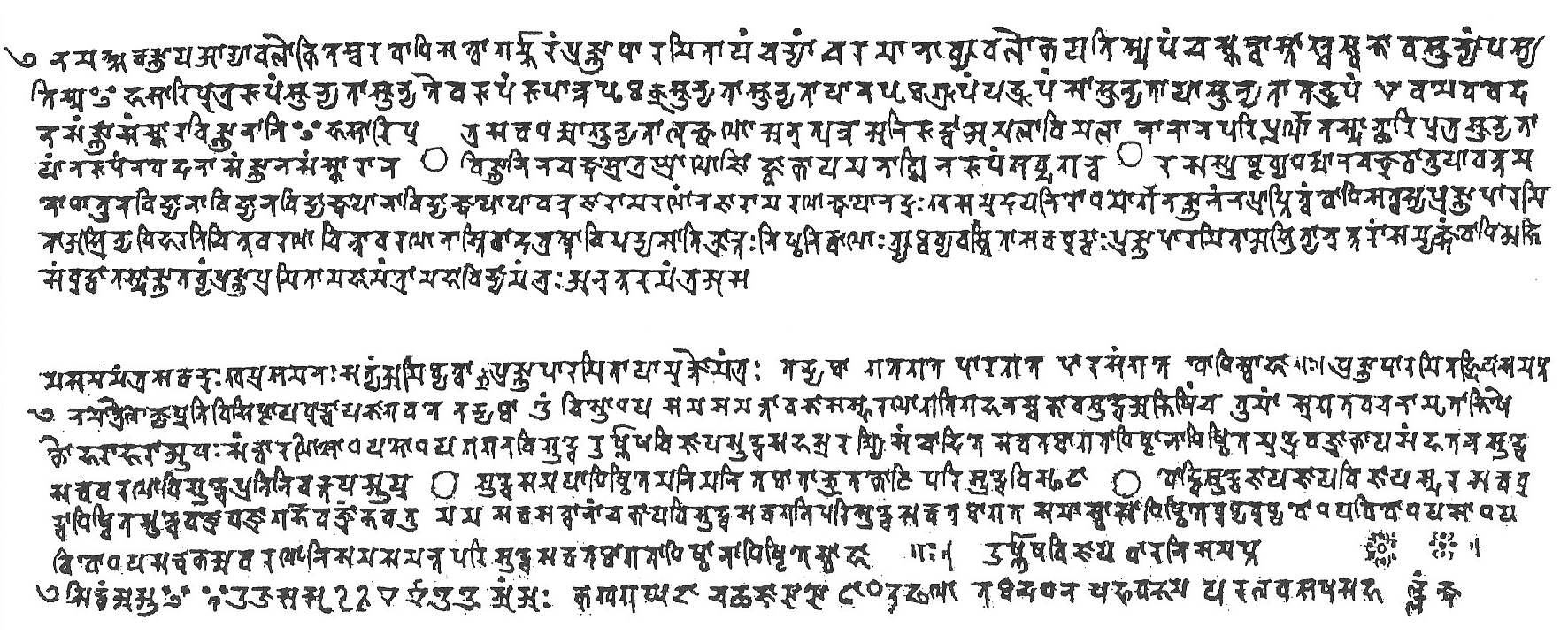
A Szív szútra szanszkrit nyelvű szövege sziddhám írással – a 6. századi kézirat pálma levélre írt másolata, amelyet a Hórjúdzsi templomban (梵本心経并尊勝陀羅尼) őriznek

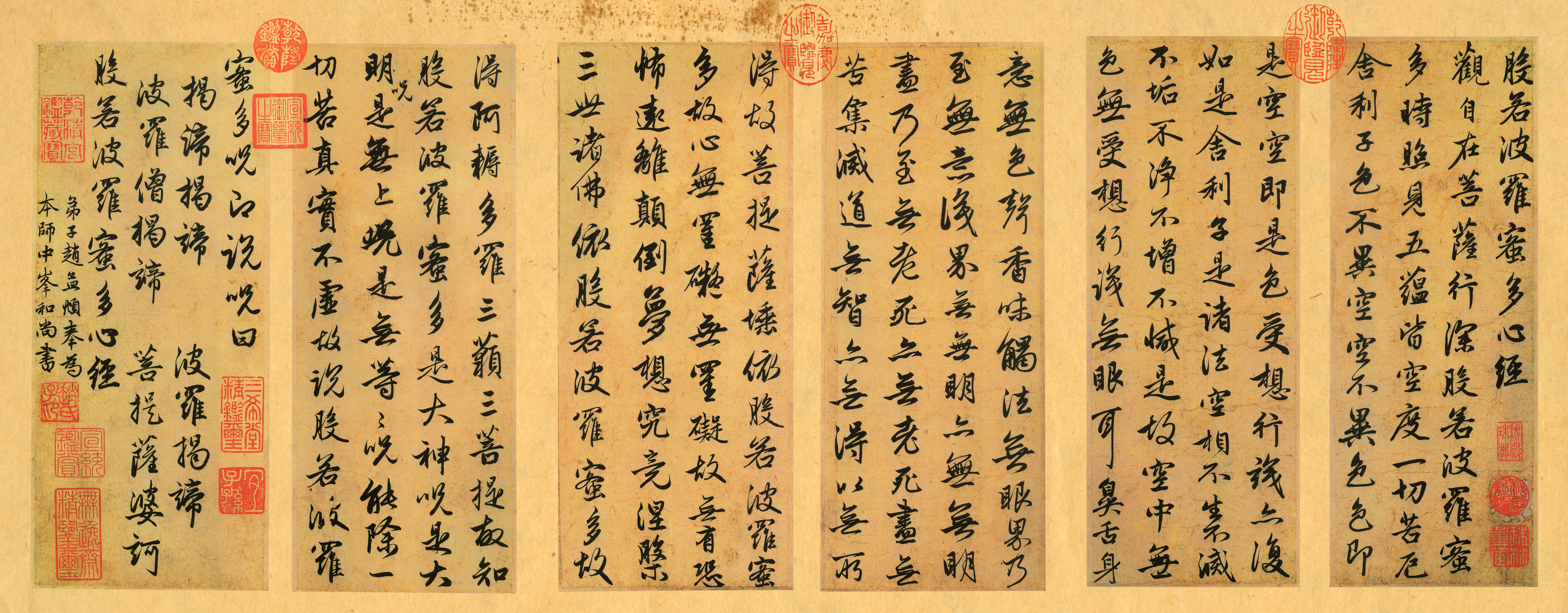
A Szív szútra kínai nyelvű szövege a Jüan-dinasztia idejéből

A Szív szútra (szanszkrit: प्रज्ञापारमिताहृदय, Prajñāpāramitāhṛdaya) a mahájána buddhizmus egyik híres szútrája, amelynek a szanszkrit címe Pradzsnyápáramitáhrdaja, amelynek szó szerinti jelentése a „megértés tökéletességének a szíve”. A Szív szútra összességében az egyik legismertebb és legnépszerűbb buddhista szöveg, amely viszonylag rövid terjedelmű. Általánosságban úgy tartják, hogy Kínában írták, a Mahá-pradzsnyá-páramitá-szútra fordításának egy töredékéből.

## Bevezető
A Szív szútra, a Gyémánt szútrával együtt, a mahájána irányzat tudatosan összefüggőnek szánt tökéletes bölcsesség szútrái közé tartozik.
A szanszkrit Szív szútra hosszú verziója egy 280 szavas prózai mű. A Hszüan-cangnak tulajdonított rövid, kínai verzió 260 kínai írásjegyet tartalmaz. A magyar fordítások közé tartoznak Bánfalvi András, Pressing Lajos, Agócs Tamás, Dobosy Antal, a sambhala fordítóműhely és Terebess Gábor fordításai. A mintegy százezer soros tökéletes bölcsesség szútrák gyűjteményében a Szív szútra az egyik legrövidebb szútra.

A Bölcsesség szútra essenciája (Szív szútra) sokkal rövidebb a tökéletes bölcsesség szútráinál, azonban – explicit vagy implicit módon – mégis tartalmazza a hosszabb szútrák teljes jelentését.

Edward Conze szerint ez a szútra a tökéletes bölcsesség szútrák fejlődésének négy időszaka közül a harmadikra tehető, jóllehet tartalmaz egy bizonyos mantrát (úgy is nevezik, hogy dháraní, mantrához hasonló, rituális példázat), amely egybe esik a negyedik időszakkal, a fejlődés tantrikus időszakával, és ezáltal szerepel a tibeti buddhista kánon részét képező Kandzsúr egyes kiadásainak tantra részében. Conze becslése szerint a szútra keletkezésének ideje i.sz. 350 körülre tehető, mások két évszázaddal későbbre helyezik. A modern tudományos vizsgálatok nem találtak a szútra létezésére bizonyítékot a 7. századnál korábbról.
A csan (zen/thiền/szon) iskolákban gyakran kántálják helyi nyelven a szútra kínai verzióját szertartások során Kínában, Japánban, Koreában és Vietnámban. Alapvető fontosságúnak számít a szútra a japán singon buddhista iskola számára, amelynek alapítója, Kúkai szövegmagyarázatot készített a műhöz. A különböző tibeti buddhista iskolák tudományos tanterveinek alapvető részét képezi a Szív szútra, amely hatalmas tananyagot jelent.
Ezt a szútrát nem tulajdonítják a történelmi Buddhának (Sákjamuni). A szöveg néhány változatában – kezdve a 735-ből való Fa-jüe verzióval – Buddha elismerően szól Avalókitésvara szavairól, azonban ez nem szerepel a Hszüan-cang-féle eredeti kínai változatban. A tibeti kánonban a hosszabb verzió szerepel, pedig keretszöveg nélküli tibeti fordításokat találtak Tunhuangban. A kínai buddhista kánonban hosszú és rövid változat is szerepel, ahogy szanszkrit nyelven is.

## Eredete és korai fordításai
A Szív szútra legkorábbi, fennmaradt, pálma levelekre írt kéziratait a japán Hórjúdzsi templomban őrzik. Ez a szöveg 609-ben keletkezett.
Egy Hszüan-cang-nak tulajdonított kínai szöveg 649-ből származik és a kínai Tripitakában kapott helyet. Léteznek kétes értékű történetek korábbi szövegek létezéséről. Edward Conze például elfogadja, hogy a Kumáradzsívának tulajdonított szöveg valójában a tanítványától származik, ugyanis nem szerepel az 519-ben írt önéletrajzi írásában. John McRae és Jan Nattier szerint ezek a fordításokat mástól származnak, sokkal későbbről. A fordításhoz Kumáradzsíva Nagy szútra című művét használták fel. Csi Csien verziója a feltételezések szerint 200-250 között keletkezett, de Hszüan-cang idejére eltűnt, aki ezt 649-ben pótolta. Ez nagyjából egybe esik a Kumáradzsívának tulajdonított változat keletkezési idejével. Hszüan-cang használt legelőször a „Szív szútra” (心經 hszin-csing) címet, amelynek jelentése Fukui Fumimasa szerint valójában dháraní írás. Huili életrajzi írása alapján Hszüan-cang egy szecsuani lakostól tanulta a szútrát, amelyet azután vész esetén kántált nyugati utazásai során.

### Szövegkritikai kiadások
A Szív szútra szanszkrit nyelvű szövegének több szövegkritikai kiadása is megjelent, de a legáltalánosabban elfogadott kiadást a mai napig a Conze változat jelenti, amelyet először 1948-ban adtak ki, 1967-ben nyomtak újra, majd az átnézett változat 1973-ban jött ki. Conze tizenkét nepáli, hét kínai és két japán kézirathoz fért hozzá, valamint felhasználta a kínai kánon több fordítását illetve egy tibeti szöveget is. A kéziratokon szereplő címek és a mangala versek rendkívül különbözőek és eltérések vannak magában a szövegtestben is. Sok a hamis vagy figyelmetlenül másolt kézirat is.

### A Nattier-féle elmélet
A Szív szútra és a Mahá-pradzsnyá-páramitá-szútra szanszkrit és kínai változatainak szövegmintáira alapozva Jan Nattier arra a következtetésre jutott, hogy a Szív szútra legkorábbi (legrövidebb) verzióját valószínűleg Kínában írták, kínai nyelven Kumáradzsíva A bölcsesség nagy tökéletessége szútra (Takaysu 2007, 64. o.) és egyéb alkotásainak keverékéből. Később ezt a szöveget fordították le szanszkrit nyelvre (vagy visszafordították, ahogy a szútrák többségét). Nattier szerint a szöveg legnagyobb részét Kumáradzsíva A bölcsesség nagy tökéletessége szútra című műve alapján készítették, amely indiai szanszkrit eredetű, viszont a keretszöveget feltehetően egy kínai szerző tehette hozzá, amelyet alapvetően dháraní-nak szántak inkább mint szútrának. A Szív szútra kínai változatának lényegi része (például a rövid változat) szinte teljesen megegyezik a Nagy szútra egyik részével, írásjegyre pontosan, azonban a szanszkrit szövegben más szavakat használnak – bár jelentése azonos. Ezentúl, Nattier szerint nincs bizonyíték (például szövegmagyarázat) szanszkrit nyelvű változatra a 8. századnál korábbról. Emiatt Nattier a 7. századra teszi a kínai szöveg keletkezését. A rendelkezésre álló bizonyítékok alapján a kínai változat legalább egy évszázaddal a szanszkrit előtt keletkezett. Ezzel az elmélet elfogadottá vált tudományos körökben. Kivételnek számít Red Pine, aki szerint, bár bizonyítékok nincsenek rá, léteztek az elveszett korábbi kéziratok.

### Címe
A Csi Csien verzió címe Po-cso po-lo-mi sen-csou i csuan (pl. 般若波羅蜜神咒一巻) vagy Pradzsnyápáramitá mantra egy kötetben. A Kumáradzsíva verzió címe Mo-ho po-cso po-lo-mi sen-csou i csuan (pl. 摩訶般若波羅蜜神咒一巻) vagy Maháradzsnyápáramitá mantra egy kötetben. Hszüan-cang fordításának címében szerepelt először a 心, hszin („szív”) kifejezés.
Az általánosan használt Szív szútra cím ellenére a szútra szó nem szerepel a szanszkrit kéziratokban, amelyek egyszerűen a pradzsnyápáramitáhrdaja címet használják. Legelőször Hszüan-cang adta hozzá a címhez a szútra szót is.
Csi Csien és Kumáradzsíva egyes idézetei adták hozzá a 摩訶, moho (amely szanszkrit nyelven mahá) szót a címhez. Egyes tibeti változatban a bhagavatí („Győzedelmes”) tulajdonnév szerepel.
A tibeti szövegben először a szanszkrit majd a tibeti cím szerepel:
- szanszkrit: Bhagavatīprajñāpāramitāhṛdaya
- tibeti: བཅོམ་ལྡན་འདས་མ་ཤེས་རབ་ཀྱི་ཕ་རོལ་ཏུ་ཕྱིན་པའི་སྙིང་པོ, wylie: bcom ldan 'das ma shes rab kyi pha rol tu phyin pa'i snying po

Más nyelveken leginkább a Szív szútra cím szerepel:
- kínai: (pore) Hszin-csing (般若心经 / 般若心經)
- japán: Han-nja Sin-gjó (はんにゃしんぎょう / 般若心経)
- koreai: Panja Simgjong (반야심경 / 般若心經)
- vietnámi:Bát-nhã tâm kinh (chữ Nho / 般若心經)

Magyar nyelvű címei:
- Szív szútra – Bánfalvi András[41], Terebess Gábor[11]
- A transzcendens felismerés szíve szútra – Pressing Lajos[42]
- Szív szútra – Az önfelülmúló megismerés szíve – Agócs Tamás[43]
- A szív szútra – A mély meghaladó bölcsesség szíve szútra – Dobosy Antal[44]

## A szöveg

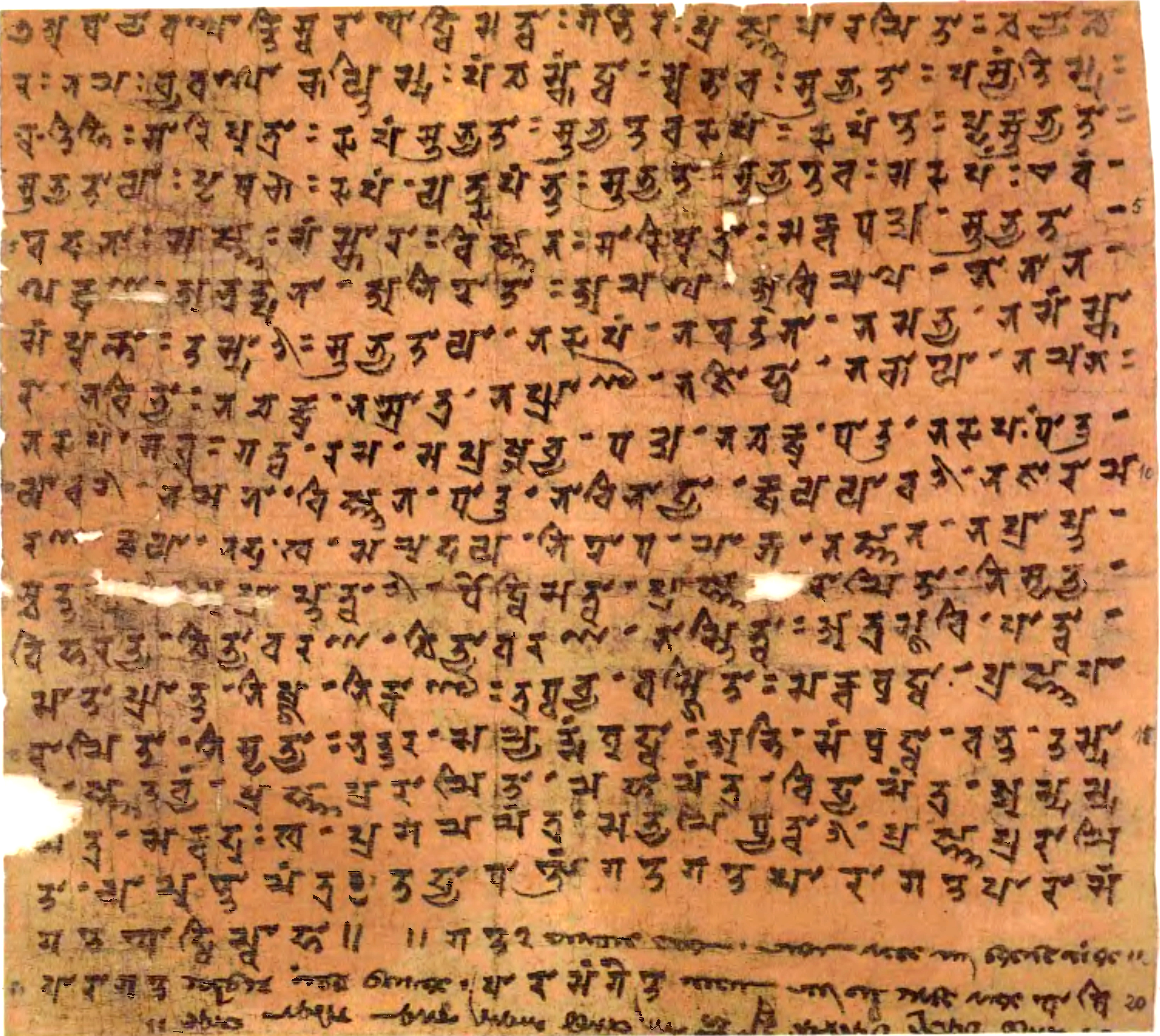
A Szív szútra szanszkrit nyelvű kézirata

Egyes verziók számozott részekre osztják a szöveget, amely röviden arról szól, hogy Avalókitésvara, az együttérzés bodhiszattvája hogyan jellemzi a megvilágosodás élményét, amelyet mély meditáció általi belátással nyert és amely lehetővé tette a pradzsnyá (bölcsesség) spirituális képességét. A belátás a jelenségek alapvetően üres természetének és az emberi létezés öt aggregátumának (szkandha) megértését jelenti: forma (rúpa), érzés (vedaná), szándékok (szankhára), észlelések (szamdzsnyá) és tudatosság (vidzsnyána).
A felsorolt koncepciók meghatározott sorrendje a 12-20 sorokban („...az ürességben nincs forma-érzékelés, érzés, ... sem megvalósítás, sem meg nem valósítás”) megegyezik a szarvásztiváda Szamjukta-ágama sorrendjével, de különbözik a más szekták által használt sorrendtől. Ebből kiindulva Red Pine arra a következtetésre jutott, hogy a Szív szútra kifejezetten a szarvásztiváda tanításra reagál, abban az értelemben, hogy az érzékelés jelenségei vagy annak összetevői valóságosak. A 12-13 sorok felsorolják az öt szkandhát, a 14-15 sorokban szerepel a tizenkét érzéktartomány (ájatana). A 16. sor utalást tesz a 18 dhátura (a tudatosság elemeire) az első és az utolsó elem említésén keresztül. A 17-18 sorok a tizenkét nidána ürességét írják le, amely a függő keletkezés oksági láncolatának a tana. A 19. sor a négy nemes igazságra vonatkozik.
Avalókitésvara Száriputtának intézi ezt a beszédet, aki a szarvásztiváda és más korai buddhista iskola szövegei szerint az abhidharma tanítások hirdetője. Avalókitésvara egyik híres állítása, hogy a "forma üresség (súnjatá), az üresség forma". Ugyanígy üresként jellemzi a szkandhákat, amelyek más okok függvényeiként keletkeztek csupán, ezért önálló, minden mástól független létezésük nincsen. Ezután következnek sorban a buddhizmus alapvető tanításai, mint például a négy nemes igazság, amelyek természetét szintén üresnek nevezi. Ezek a két igazság tanára vonatkoznak, amely különbséget tesz konvencionális és legvégső valóság között. A mahájána irányzatban a bodhiszattva a fogalmi gondolkodáson túli tökéletes bölcsességen keresztül látja a valóságot. A tökéletes bölcsességet egy összesűrített mantra is tartalmazza, amely egyben a szútra legutolsó közlése.

## A mantra
- magyarul: bölcsesség, átmenet, átment, át a túlsó partra, megérkezett a túlsó partra. Szváhá![51]
- szanszkrit: gaté gaté páragaté páraszamgaté bódhi szváhá, गते गते पारगते पारसंगते बोधि स्वाहा
- burmai:ဂတေ ဂတေ ပါရဂတေ ပါရသံဂတေ ဗောဓိသွာဟာ။
- kínai: 揭谛，揭谛，波罗揭谛，波罗僧揭谛，菩提萨婆诃 / 揭諦揭諦，波羅揭諦，波羅僧揭諦，菩提薩婆訶
- pinjin: jiēdì, jiēdì, bōluó jiēdì, bōluósēng jiēdì, pútí sàpóhē (csieti, csieti, poluo csieti, poluoszeng csieti, puti szápohö)
- vietnámi: Yết đế, yết đế, Ba la yết đế, Ba la tăng yết đế, Bồ đề tát bà ha
- japán: ぎゃてい　ぎゃてい　はらぎゃてい　はらそうぎゃてい　ぼじ そわか – Gjatei Gjatei Haragjatei Haraszógjatei Bodzsi Szovaka
- koreai: 아제　아제　바라아제　바라승아제　모지　사바하 , Adzse adzse para-adzse paraszung-adzse modzsi szabaha
- tibeti: ག༌ཏེ༌ག༌ཏེ༌པཱ༌ར༌ག༌ཏེ༌པཱ༌ར༌སཾ༌ག༌ཏེ༌བོ༌དྷི༌སྭཱ༌ཧཱ།, wylie: Gate gate pāragate pārasaṃgate bodhi swāhā

## Magyarul
- Szív szútra. Mahájána buddhista szentiratok / Szív szútra; ford. Bánfalvi András / Lankávatára szútra; összeáll. Daisetz Teitaro Szuzuki, ford., bev. Migray Emőd; Farkas Lőrincz Imre, Bp., 2001